# Щетковское сельское поселение
Щетковское сельское поселение — муниципальное образование в Ярковском районе Тюменской области.
Административный центр — село Щетково.

## Состав поселения
В состав сельского поселения входят: 
- село Щетково
- деревня Артамонова
- посёлок Абаевский
- посёлок Заречный
- деревня Иска
- деревня Комарица
- деревня Петропавловка
- посёлок Шпалозаводский